# Олонов Михайло Іванович
Миха́йло Іва́нович Олонов (15 жовтня 1907 , Перм  — 10 травня 1989 ) — радянський політичний і господарський діяч. Депутат Верховної Ради Української РСР 1-го скликання (1938–1947). Член ЦК КП(б)У (1938—1940).

## Біографія
Народився 15 жовтня 1907 року в місті Перм. З 1923 року працював учнем слюсаря на Пермському паравозоремонтному заводі.
Член ВКП(б) з 1926 року.
З 1926 року на комсомольській роботі. У 1927—1930 роках навчався на робфакі, потім вступив до Московського електромеханічного інституту інженерів транспорту.
З 1936 по 1938 рік працював начальником електросилового господарства, секретарем парторганізації депо Москва-Сортувальна, а згодом начальником політичного відділу Південної залізниці в Харкові. 
26 червня 1938 року обраний депутатом Верховної Ради Української РСР 1-го скликання. Член постійної комісії законодавчих передбачень Верховної Ради УРСР.
З листопада 1938 по квітень 1941 року — заступник народного комісара шляхів сполучень СРСР і начальник Політичного управління Народного комісаріату шляхів сполучення (НКШС) СРСР.
З червня 1941 року по жовтень 1947 року займав ряд керівних посад на залізницях, в тому числі на Латвійській, Свердловській, Молотовській, Кіровській та Південній в місті Харкові. На 1942 рік — начальник політвідділу залізниці імені Л. М. Кагановича.
У 1947—1949 роках навчався у Військово-транспортній академії.
З серпня 1949 по травень 1953 працював начальником Південно-Сахалінської залізниці, а згодом заступником начальника Головного управління навчальних закладів МШС СРСР.
Потім — на пенсії. Помер 10 травня 1989 року.

## Звання
- генерал-директор тяги 3-го рангу (.07.1945)

## Нагороди
- орден Леніна (1939)
- орден Червоної Зірки (1.08.1942)
- орден Вітчизняної війни 2-го ступеня
- медаль «За оборону Москви»
- медаль «За перемогу над Німеччиною у Великій Вітчизняній війні 1941—1945 рр.»
- медаль «За доблесну працю у Великій Вітчизняній війні 1941—1945 рр.»
- медалі
- знак «Почесний залізничник»